# Хиронимус фон Колоредо-Мансфелд
Хиронимус Карл фон Колоредо-Мансфелд (на немски: Hieronymus Karl Graf von Colloredo-Mannsfeld; * 30 май 1775, Вецлар, Свещена Римска империя; † 23 юли 1822, Виена, Австрийска империя) е граф на Колоредо-Мансфелд, австрийски генерал през Наполеоновите войни.

## Живот
Той е вторият син на княз Франц де Паула Гундакар фон Колоредо-Мансфелд (1731 – 1807), дипломат, последният имперски вицеканцлер, и първата му съпруга графиня Мария Изабела фон Мансфелд-Фондерорт (1750 – 1794), дъщеря на граф Хайнрих Паул Франц II фон Мансфелд-Фордерорт, княз на Фонди (1712 – 1780) и втората му съпруга графиня Мария Йозефа Кцернин (1722 – 1772).
През 1792 г. Хиронимус влиза в императорската войска. През 1793 г. става лейтенант и участва в походите в Шампан и Фландрия. През 1794 г. е повишен на хауптман. През 1796 г. се бие в италианския поход и става майор. През 1800 г. той е повишен на полковник и се бие на 3 декември същата година в битката при Хоенлинден, когато французите побеждават австрийците и баварците. Той е смел в битката при Калдиеро против войската на Наполеон на 12 ноември 1796 и през 1805 г. е награден с „рицарския кръст на Ордена на Мария-Терезия“.
През 1805 г. Хиронимус е повишен на генерал-майор и 1809 г. на генерал-лейтенант. Той има успех с хората си в битката при Кулм на 30 август 1813 г. и е повишен на 4 септември на генерал на инфантерията и командва „първия корп“ на главната австрийска войска. В битката при Лайпциг от 16 – 19 октомври 1813 г. той е леко ранен. През 1815 г. той е тежко ранен при Тройес във Франция. По-късно служи като командващ генерал в Бохемия и също в Щирия.
Умира на 47 години на 23 юли 1822 г. във Виена.

## Фамилия
Хиронимус Карл се жени на 2 февруари 1802 г. във Виена за графиня Вилхелмина Йохана Романа фон Валдщайн (* 9 август 1775, Виена; † 2 февруари 1849), господарка на Вартенберг, дъщеря на граф Георг Кристиан фон Валдщайн-Вартенберг (1743 – 1791) и графиня Мария Елизабет Улфелт фон Гилаус (1747 – 1791). Те имат две деца:
- Франц де Паула Гундакар II (* 8 ноември 1802, Виена; † 28 май 1852, Виена), княз на Колоредо-Мансфелд, австрийски фелдмаршал-лейтенант, женен на 25 септември 1825 г. за графиня Кристина фон Клам и Галас (* 18 май 1801; † 18 март 1886)
- Вилхелмина Мария Елисзбет Йохана Баптиста (* 20 юли 1804, Виена; † 3 декември 187), омъжена на 12 май 1825 г. в Прага за княз Рудолф Йозеф Кински фон Вчинитц и Тетау (* 30 март 1802, Прага; † 27 януари 1836, Линц)